# Nantenbacher Kurve
| |                      |                                                      |                                                      |
| Streckennummer (DB): | 5216                 |                                                      |                                                      |
| Streckenlänge: | 10,74 km             |                                                      |                                                      |
| Spurweite: | 1435 mm (Normalspur) |                                                      |                                                      |
| Streckenklasse: | D4                   |                                                      |                                                      |
| Stromsystem: | 15 kV 16,7 Hz ~      |                                                      |                                                      |
| Maximale Neigung: | 12,5 ‰               |                                                      |                                                      |
| Minimaler Radius: | 2.650–7.000 m        |                                                      |                                                      |
| Streckengeschwindigkeit: | 200 km/h             |                                                      |                                                      |
| Zugbeeinflussung: | PZB, LZB             |                                                      |                                                      |
| Zweigleisigkeit: | durchgehend          |                                                      |                                                      |
| |                      |                                                      |                                                      |
| \| \| \| Main-Spessart-Bahn von Aschaffenburg \| \| \| \| 0,000 \| Nantenbach (Abzw) \| 156 m \| \| \| \| \| \| \| \| \| Main-Spessart-Bahn nach Würzburg \| \| \| \| \| Maintalbrücke Nantenbach (694,5 m) \| \| \| \| 1,579 \| Schönraintunnel (3941 m) \| Schönraintunnel (3941 m) \| \| \| \| Schnellfahrstrecke von Hannover \| \| \| \| \| \| \| \| \| 5,784 \| Harrbachtunnel (526 m) \| Harrbachtunnel (526 m) \| \| \| 6,538 \| Ständelbergtunnel (618 m) \| Ständelbergtunnel (618 m) \| \| \| 7,487 \| Tunnel Rammersberg (1361 m) \| Tunnel Rammersberg (1361 m) \| \| \| \| \| \| \| \| \| niveaufreie Einfädelung (Überwerfungsbauwerk, 295 m) \| \| \| \| \| \| \| \| \| 10,740 \| Rohrbach \| 283 m \| \| \| \| Schnellfahrstrecke nach Würzburg \| \| \| \| \| \| \| \| Quellen: [4][5][6][7][8] \| \| \| \| |                      |                                                      |                                                      |
| Strecke |                      | Main-Spessart-Bahn von Aschaffenburg                 | Main-Spessart-Bahn von Aschaffenburg                 |
| Blockstelle | 0,000                | Nantenbach (Abzw)                                    | 156 m                                                |
| Strecke von links · Abzweig geradeaus und nach rechts |                      |                                                      |                                                      |
| Strecke nach links · Kreuzung geradeaus oben |                      | Main-Spessart-Bahn nach Würzburg                     | Main-Spessart-Bahn nach Würzburg                     |
| Brücke über Wasserlauf |                      | Maintalbrücke Nantenbach (694,5 m)                   | Maintalbrücke Nantenbach (694,5 m)                   |
| Tunnelanfang | 1,579                | Schönraintunnel (3941 m)                             | Schönraintunnel (3941 m)                             |
| Strecke von links (im Tunnel) · Kreuzung mit Tunnelstrecke (im Tunnel) |                      | Schnellfahrstrecke von Hannover                      | Schnellfahrstrecke von Hannover                      |
| Strecke (im Tunnel) · Tunnelende |                      |                                                      |                                                      |
| Tunnelende · Tunnel | 5,784                | Harrbachtunnel (526 m)                               | Harrbachtunnel (526 m)                               |
| Strecke · Tunnel | 6,538                | Ständelbergtunnel (618 m)                            | Ständelbergtunnel (618 m)                            |
| Strecke · Tunnel | 7,487                | Tunnel Rammersberg (1361 m)                          | Tunnel Rammersberg (1361 m)                          |
| |                      |                                                      |                                                      |
| Strecke nach links · Abzweig geradeaus und von rechts |                      | niveaufreie Einfädelung (Überwerfungsbauwerk, 295 m) | niveaufreie Einfädelung (Überwerfungsbauwerk, 295 m) |
| |                      |                                                      |                                                      |
| Dienststation / Betriebs- oder Güterbahnhof | 10,740               | Rohrbach                                             | 283 m                                                |
| Strecke |                      | Schnellfahrstrecke nach Würzburg                     | Schnellfahrstrecke nach Würzburg                     |
| |                      |                                                      |                                                      |
| Quellen: |                      |                                                      |                                                      |

Nantenbacher Kurve (auch Verbindungskurve Nantenbach) ist die Bezeichnung einer Eisenbahn-Verbindungskurve, die die Main-Spessart-Bahn mit der Schnellfahrstrecke Hannover–Würzburg verbindet.
Aus der Fahrtrichtung von Aschaffenburg nach Würzburg zweigt die Strecke, etwa fünf Kilometer nordöstlich von Lohr am Main, bei der Gemarkung Nantenbach (Gemeinde Neuendorf) von der Main-Spessart-Bahn ab und wendet sich in einer weiten Kurve in südöstlicher Richtung, um im Betriebsbahnhof Rohrbach in die Neubaustrecke Hannover–Würzburg kreuzungsfrei einzumünden.

## Verlauf
Die Strecke ist 10,74 km lang, durchgehend zweigleisig, elektrifiziert, mit Linienzugbeeinflussung ausgestattet und durch viele Kunstbauten geprägt: Die Maintalbrücke Nantenbach wird gefolgt vom Schönraintunnel, der den Mühlbergtunnel der Schnellfahrstrecke kreuzt und weiteren drei Tunneln. Die Kreuzung zwischen Mühlbergtunnel und Schönraintunnel kann dabei als ein Überwerfungsbauwerk angesehen werden, ähnlich wie der Giersbergtunnel in Siegen, wobei sich dort die Tunnelröhren aber nicht direkt kreuzen.
Von 11.017 Metern Baulänge liegen 6.449 Meter in den vier Tunneln mit Längen zwischen 526 und 3.941 Metern und 740 Meter auf Brücken. Die Strecke liegt auf ihrer vollen Länge im Naturpark Spessart. Die Strecke überwindet dabei einen Höhenunterschied von 127 Metern (die Abzweigstelle Nantenbach liegt auf 156 Metern, der Betriebsbahnhof Rohrbach auf 283 Metern Höhe) aus dem Maintal auf die Marktheidenfelder Platte und ist durchgängig mit 12,5 ‰ Neigung trassiert. Der minimale Kurvenradius von 2.650 Metern erlaubt eine Fahrgeschwindigkeit von 200 km/h. Der Gleismittenabstand beträgt 4,70 Meter. Die Einfädelung in die Strecke nach Aschaffenburg erfolgt mit bis zu 150 km/h. Am Beginn der Verbindungskurve wird die Bestandsstrecke aus Aschaffenburg dabei über mit 130 km/h befahrbare Weichen eingefädelt.
Die Strecke beginnt mit Streckenkilometer 0,0 im Maintal und endet mit Kilometer 10,741 mit der Einfädelung in die aus Hannover kommende Neubaustrecke. Eine Besonderheit sind die abzweigend mit 200 km/h befahrbaren Schnellfahrweichen im Betriebsbahnhof Rohrbach. Die neu entwickelten Weichen sind insgesamt 154 Meter lang und 210 Tonnen schwer, die Länge der Zungen liegt bei 56 Metern. Dieses Weichenpaar ist neben demjenigen in der Abzweigstelle Saalbach, im Bahnhof Bitterfeld und in der Abzweigstelle Kottewitz eines von vier mit 200 km/h abzweigend befahrbaren Weichenpaaren in Deutschland (Stand: Dezember 2012).
Der Oberbau wurde weitgehend in Fester Fahrbahn auf Asphalttragschicht (Bauart ATD, Deutsche Asphalt) ausgeführt. Die zwischen dem Südportal des Schönraintunnels und dem Südportal des Rammersbergtunnels verlegte Fahrbahn war die erste Anwendung des neuen Oberbau-Systems in diesem Umfang in Deutschland.

## Verkehrliche Bedeutung
Die Strecke entlastet den überlasteten Streckenabschnitt Gemünden – Würzburg und trennt den schnellen Personen- vom langsamen Güterverkehr im Zulauf nach Würzburg. Zwischen Gemünden, wo sich die Main-Spessart-Bahn und die Bahnstrecke Flieden–Gemünden vereinen, und Würzburg verkehrten bereits 1990 durchschnittlich 218 Züge pro Tag und Richtung; die Kapazität war für lediglich 120 Züge pro Tag und Richtung ausgelegt.
Die Nantenbacher Kurve verkürzt in Verbindung mit dem Neubaustreckenabschnitt Rohrbach–Würzburg die Streckenlänge zwischen Nantenbach und Würzburg um 9,3 Kilometer, von 45,5 Kilometern auf 36,2 Kilometer gegenüber der Main-Spessart-Bahn und erlaubt eine Fahrzeitverkürzung von etwa zwölf Minuten im Personenfernverkehr.
Bei Realisierung der Mottgers-Spange wäre die Belastung der Strecke langfristig zurückgegangen, jedoch wurde diese Planungsvariante 2018 verworfen.

## Geschichte

### Planung
Das Raumordnungsverfahren für den Neubaustrecken-Abschnitt zwischen Gemünden und Würzburg, einschließlich der Nantenbacher Kurve, wurde am 17. September 1975 eingeleitet. Im Mai 1976 lag ein erster Trassierungsentwurf für den Abschnitt zwischen der hessisch-bayerischen Landesgrenze und Würzburg vor (spätere Bau-km 250 bis 311). Am 21. Juni 1978 erteilte der Bundesverkehrsminister die Genehmigung gemäß 14 (3) BbG.
Am 25. Februar 1980 erhielt die Projektgruppe Hannover–Würzburg Süd, die bei der Bundesbahndirektion Nürnberg den südlichen Streckenabschnitt der Neubaustrecke plante, den Auftrag, den Ausbau der Strecke zwischen Gemünden und Aschaffenburg voranzutreiben. Neben dem Neubau eines Tunnels im Bereich an der Spessartrampe war hierin insbesondere die Nantenbacher Kurve enthalten. Die damalige Bundesbahn rechnete zu diesem Zeitpunkt nicht mit nennenswerten Einwendungen und hielt eine rasche Realisierung daher für möglich. Am 20. Mai 1981 wurde das Raumordnungsverfahren für den Schnellfahrstreckenabschnitt zwischen Gemünden und Würzburg, einschließlich der Nantenbacher Kurve, abgeschlossen.
Noch Anfang der 1980er Jahre war eine Ausbaustrecke Aschaffenburg–Gemünden geplant, die aus der Verbindungskurve Nantenbach–Rohrbach (10 Kilometer) und einer 18 Kilometer langen Umfahrung der Steilstrecke mit dem Schwarzkopftunnel bestand. Im Rahmen der 28,0 Kilometer langen und mit 200 km/h befahrbaren Strecke sollten sieben Tunnel mit einer Gesamtlänge von 11,0 Kilometern entstehen.
Die Nantenbacher Kurve sollte ursprünglich mit der Neubaustrecke Hannover–Würzburg im Jahr 1991 in Betrieb gehen. Als das Neubaustrecken-Teilstück Fulda–Würzburg im Sommer 1988 in Betrieb ging, waren im Betriebsbahnhof Rohrbach bereits die Trasse für die Nantenbacher Kurve vorbereitet und deren Signale aufgestellt, obwohl die zugehörigen Schienen noch fehlten. Das Kreuzungsbauwerk mit der Schnellfahrstrecke war bereits im Zuge der Neubaustrecken-Bauarbeiten in den 1980er Jahren im Rohbau erstellt worden.
Anfang 1984 wurde mit der Einleitung des Planfeststellungsverfahrens für Mitte 1984 gerechnet. Nach vierjähriger Planungsphase wurde im Herbst 1988 der Planfeststellungsbeschluss erteilt. Infolge von Klagen kam es zu weiteren Verzögerungen. Nach Angaben der damaligen Deutschen Bundesbahn konnte die vorgesehene Bauzeit durch „eine konsequente Straffung der Arbeitsabläufe“ von fünf auf vier Jahre verkürzt werden.
Ab 1985 hatte eine Bürgerinitiative versucht, den Bau der Maintalbrücke Nantenbach zu verhindern. Im Oktober 1988 erhob darüber hinaus die Stadt Gemünden Klage gegen die Nantenbacher Kurve. Die Stadtverwaltung bezweifelte die Notwendigkeit der Kurve, da die weitere Strecke bis Aschaffenburg entgegen früheren Planungen nicht mehr ausgebaut werden sollte. Allgemein gelobt wurden später die Eingliederung der Verbindungskurve in die Landschaft und eine als fair empfundene Zusammenarbeit in der Planungs- und Bauphase.

### Bau
Die Bauarbeiten begannen schließlich im März 1990. (Andere Quelle: Mai 1991)
Die Tunnelbautechnik wurde gegenüber den Tunneln der Neubaustrecke Hannover–Würzburg weiterentwickelt. So wurde auf eine Tunnellängsdrainage verzichtet und im Vortrieb neue Bauteile eingesetzt. Sie wurden durchgehend in Spritzbetonbauweise vorgetrieben. Dazu wurde eine neue Betonrezeptur entwickelt.
Die Überschussmassen aus dem Tunnelbau (rund 800.000 Kubikmeter) wurden teils für den neuen Damm im Maintal verwendet, teils in einem ehemaligen Steinbruch sowie im Karlburger Damm nahe Rohrbach abgelagert.
Die Strecke wurde im Rahmen des ehemaligen Ausbaustreckenprojektes Hanau–Rohrbach errichtet. Zeitgleich zur Nantenbacher Kurve wurde für Nantenbach eine neue Ortsumgehung der Bundesstraße 26 geplant und gebaut. Die Planung der Bundesstraße 26 musste, gegenüber dem ursprünglichen Planungsstand von 1970, Anfang 1977 durch die geplante Bahnstrecke angepasst werden. Im Rahmen der Bauphase wurden auch die Aschaffenburg-Gemündener Bahnstrecke und die Bundesstraße 26 verlegt.
Die Baukosten wurden 1991 mit etwa 330 Millionen D-Mark (rund 168 Millionen Euro) angegeben.

### Inbetriebnahme
Die ursprünglich für 1995 geplante Eröffnung wurde aufgrund des steigenden Verkehrsaufkommens im Rahmen der Deutschen Wiedervereinigung vorgezogen. Dazu wurden auch die Bauverträge neu verhandelt.
Die Oberleitungsanlagen der Strecke wurden am 1. März 1994 unter Spannung gesetzt. Am 20. März 1994 um 8:42 Uhr sollte das Elektronische Stellwerk Lohr Bf in Betrieb genommen werden, das den Abschnitt zwischen Lohr Bahnhof und Langenprozelten mitsamt der Abzweigstelle Nantenbach steuert. Sie wurde aus technischen Gründen auf den 17. April 1994 um 8:38 Uhr verschoben, die Umschaltung von der alten auf die neue Signalanlage sollte um 7:42 Uhr beginnen.
Der Regelbetrieb sollte am 29. Mai 1994 um 0:00 Uhr aufgenommen werden. Der erste reguläre Zug fuhr am 27. Mai 1994 über die Strecke. Mehrere hundert Menschen säumten das nördliche Ende der Strecke, an dem der Zug in Schrittgeschwindigkeit vorbeifuhr.

### Ausblick
Im dritten Gutachterentwurf des Deutschlandtakts zwischen Nantenbach und Heigenbrücken wird eine mit 230 km/h befahrbare Neubaustrecke unterstellt. Dafür sind zum Preisstand von 2015 Investitionen von 1,5 Milliarden Euro vorgesehen. Im Februar 2024 stellte die Deutsche Bahn erste Planungen für eine solche, rund 19 km lange und weitgehend im Tunnel verlaufende Strecke vor. Die Höchstgeschwindigkeit der neuen Strecke soll 230 km/h betragen. Neben der Reisezeitverkürzung soll durch das Bahnprojekt zusätzliche Kapazitäten im Schienengüterverkehr geschaffen werden.

## Verkehr
Nach dem Planungsstand von 1991 wurden für das Jahr 2000 92 Züge pro Tag auf der Verbindungskurve erwartet.
2005 befuhren täglich 32 Züge des Personenfernverkehrs sowie circa 60 Züge des Güterverkehrs in beiden Richtungen die Verbindungskurve.

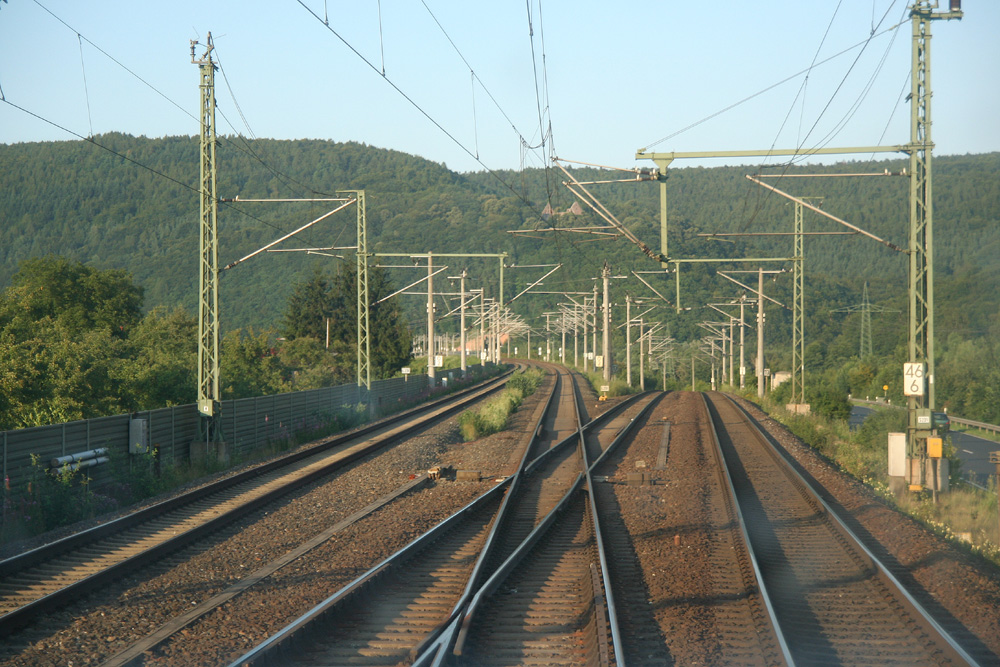
Abzweigstelle Nantenbach: rechts die Altstrecke nach Gemünden, links die Nantenbacher Kurve zur Schnellfahrstrecke
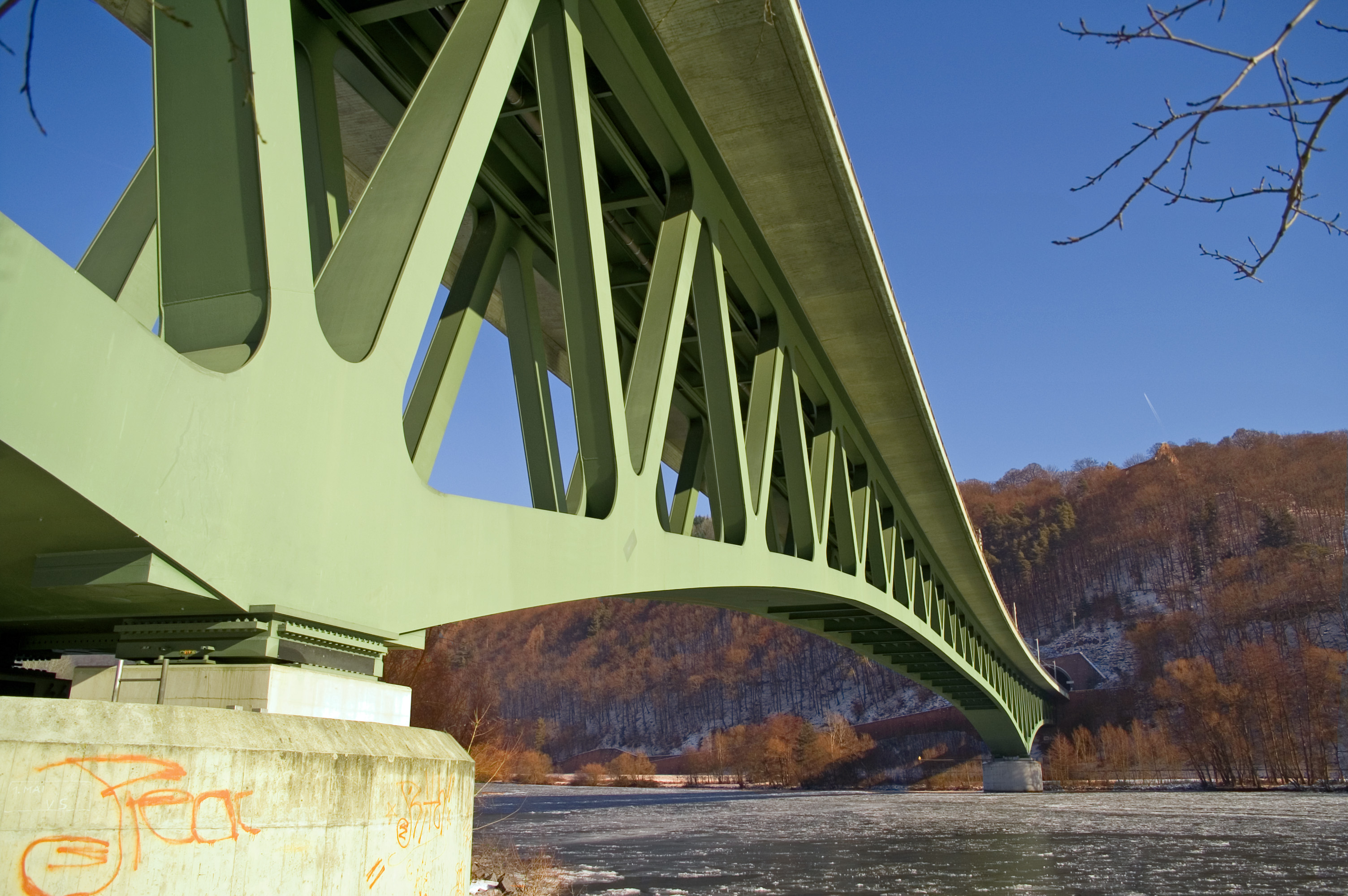
Mainbrücke
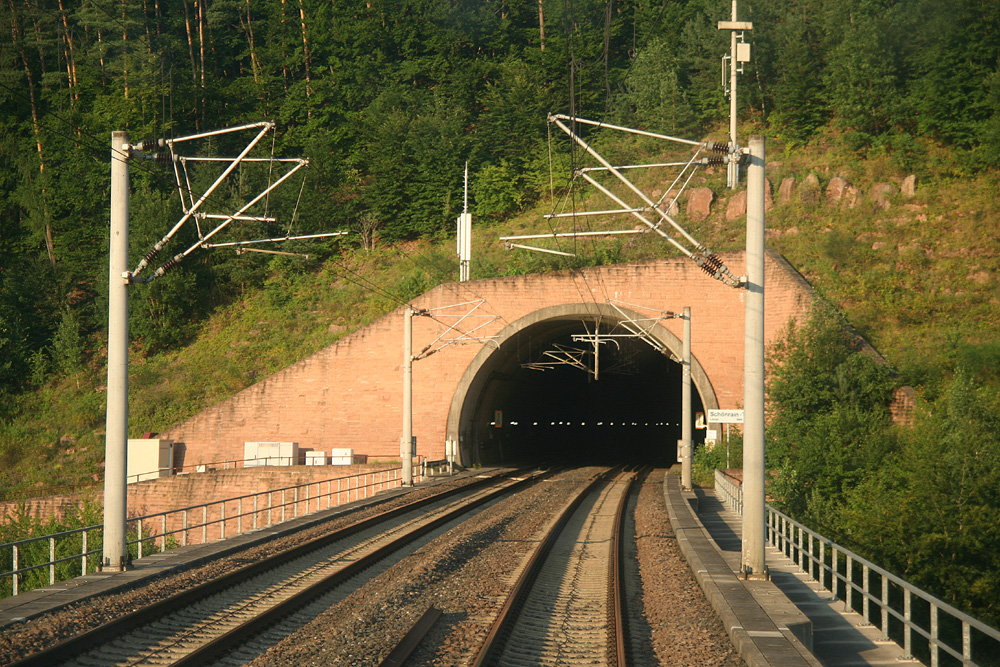
Nordportal des Schönrain-Tunnels
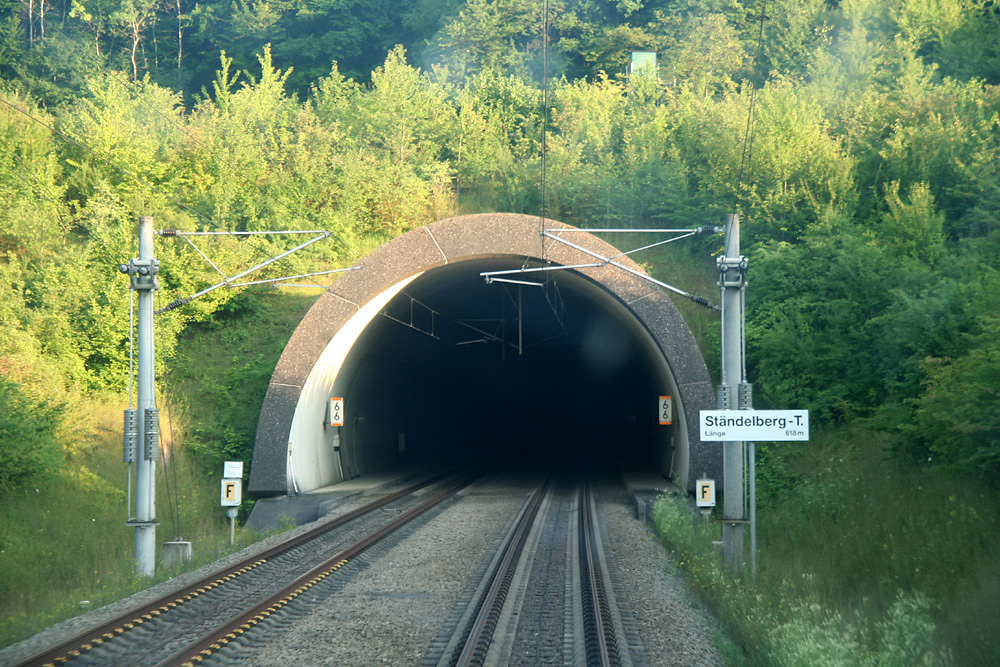
Nordportal des Ständelbergtunnels
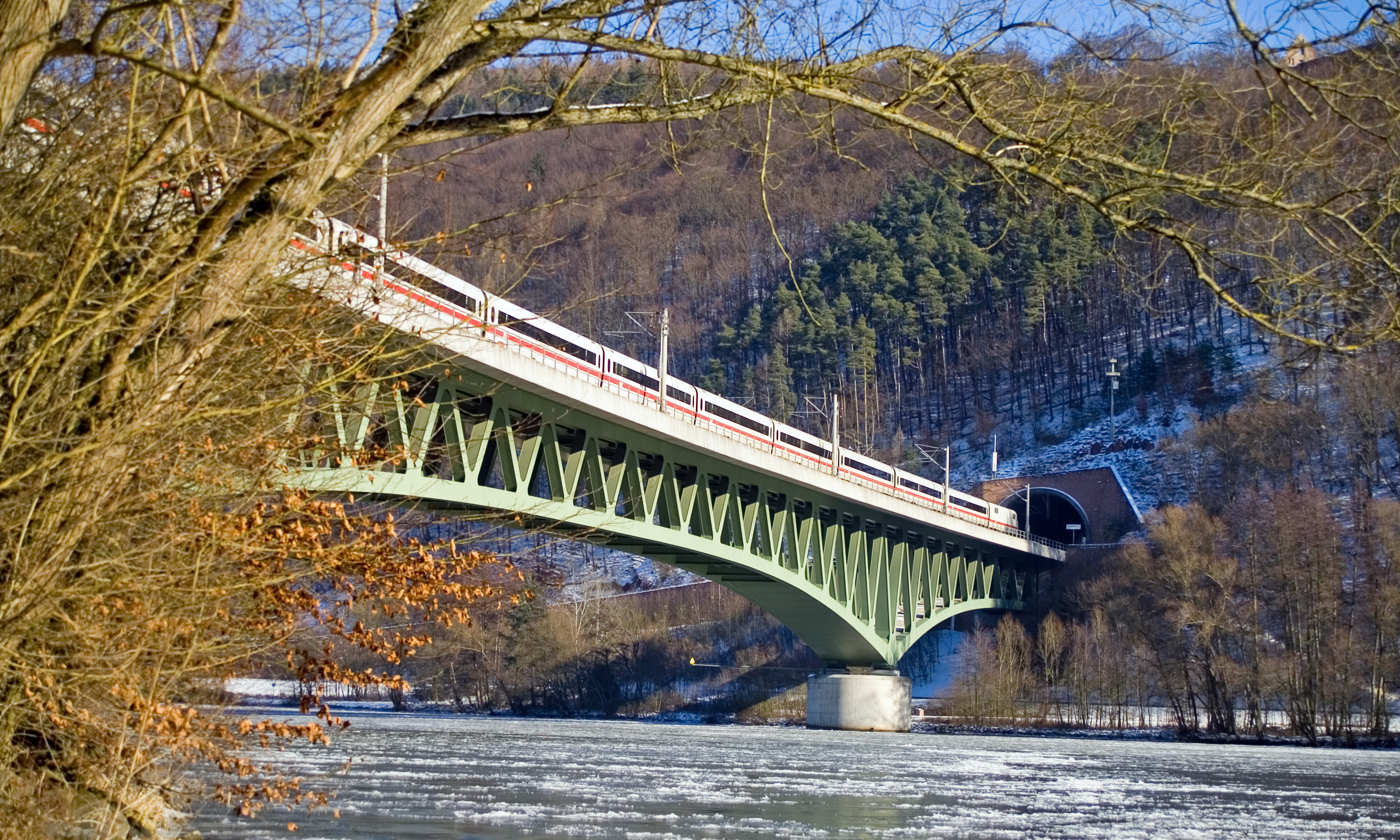
ICE Richtung Würzburg
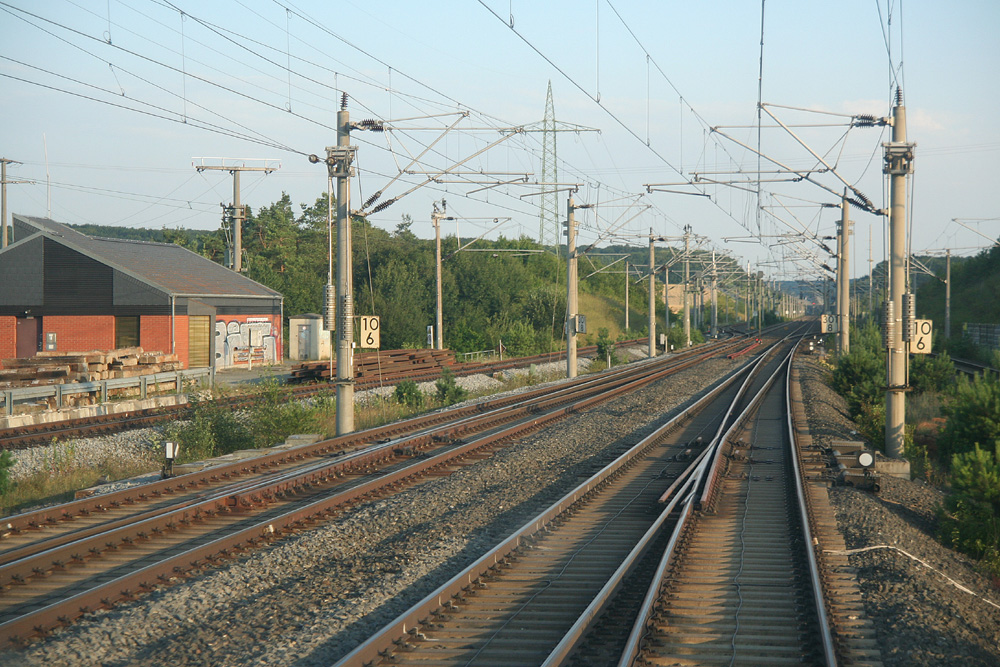
Stellwerk (links) und Schnellfahrweichen im Betriebsbahnhof Rohrbach
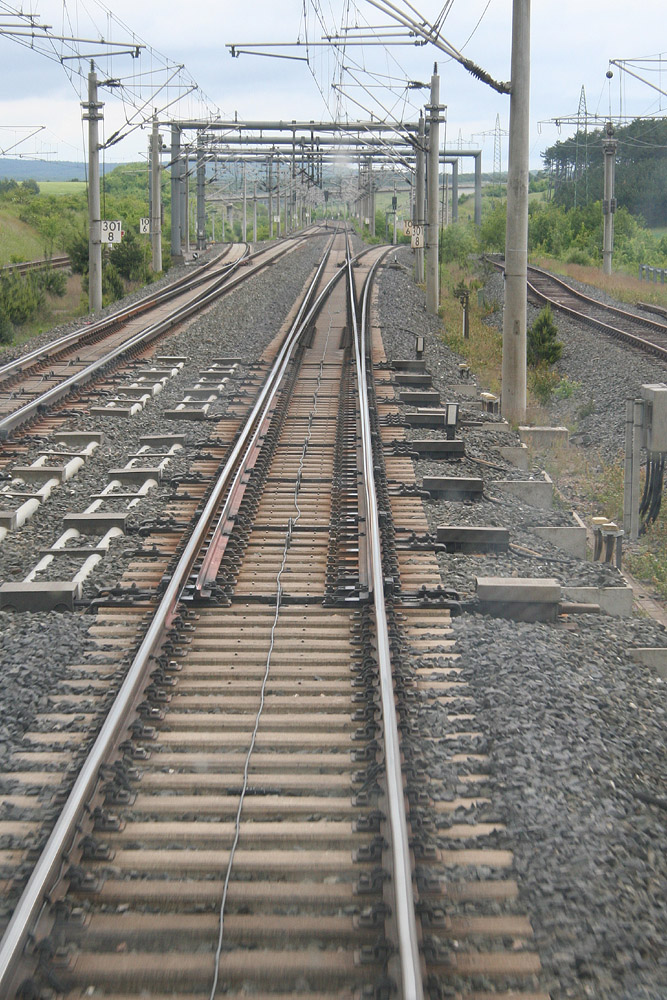
Schnellfahrweiche EW60-7000/6000-1:42 an der Abzweigstelle Rohrbach mit drei Antrieben (In Betrieb seit 1994)
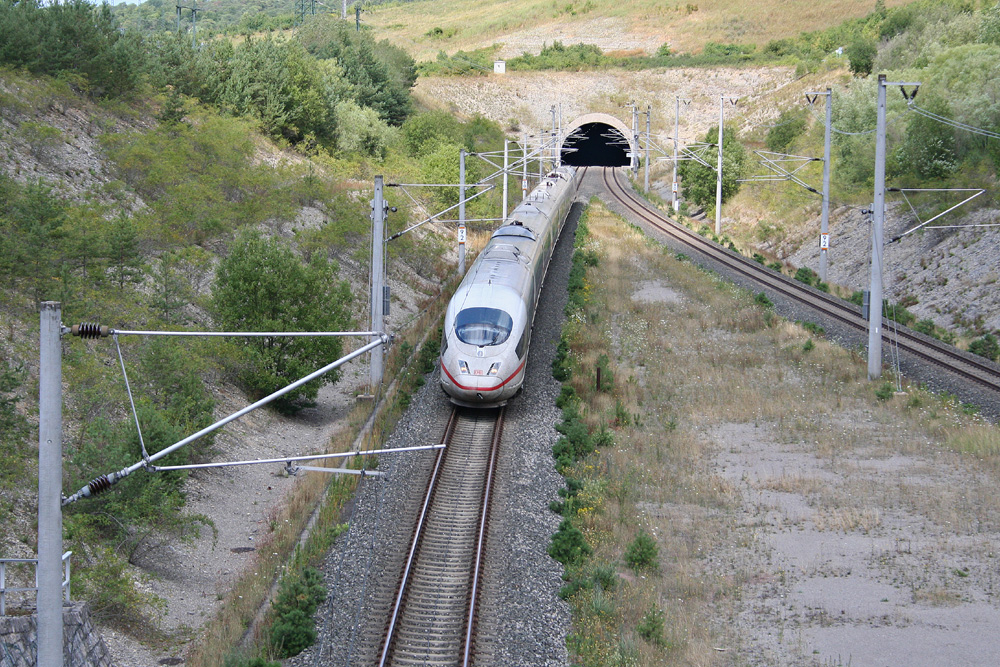
Südportal des Rammersbergtunnels mit ICE 3

Der Überholbahnhof Rohrbach, in den die Strecke einmündet, wird aus Würzburg ferngesteuert.
In dem 1987 vorgelegten Betriebsprogramm für die Kurve ging die Bundesbahn von 32 Zügen pro Tag (Richtung Aschaffenburg) bzw. 35 (Richtung Würzburg) aus, je zur Hälfte Personen- und Güterzüge.